# Banda Moranbong
A Banda Moranbong (hangul: 모란봉악단; hanja: 牡丹峰樂團; rr: Moranbong Akdan; MR: Moranbong aktan, lit. "Banda da Colina das Peonias"), também conhecida como Orquestra Moranbong, Orquestra da Colina Moranbong e, em inglês, Moranbong Band e Moran Hill Orchestra, é uma banda norte-coreana fundada em 2012 composta exclusivamente por mulheres.

## História
A banda foi formada em 2012, organizada pessoalmente pelo líder norte-coreano, Kim Jong Un, ele também foi o responsável por encomendar instrumentos Yamaha para a banda. O líder esteve presente, na plateia, no show inaugural da banda, em 7 de julho de 2012. No referido show, a banda apresentou diversas músicas ocidentais e até de filmes da Disney, como "Bibbidi-Bobbidi-Boo", do filme Cinderela, "Once Upon a Dream", do filme A Bela Adormecida e até "My Way", do artista estadunidense Frank Sinatra.
Ao longo dos anos de 2012 a 2016, a Banda Moranbong foi um marco na vida da Coreia do Norte, apresentando-se com frequência para marcar eventos e feriados nacionais importantes.
Desde 2016 a banda tem aparecido com menos frequência, mas ainda faz apresentações ocasionais geralmente ao lado de outras bandas.

## Integrantes
Em contraste com as bandas femininas sul-coreanas, a integrantes da Banda Moranbong tocam seus próprios instrumentos. Devido ao fato de a educação musical ser muito valorizada na Coreia de Norte e aspirar por precisão e exatidão, suas habilidades musicais são descritas como "muito talentosas e firmes". A líder da banda é Hyon Song-wol (현송 월), ela foi vocalista de uma das bandas de maiores sucessos da Coreia do Norte, a Pochonbo Electronic Ensemble, esteve na Coreia do Sul por ocasião do Jogos Olímpicos de Inverno de 2018 e, atualmente, é coronel no Exército Popular da Coreia e faz parte do Comitê Central do Partido dos Trabalhadores da Coreia.
Todas as integrantes que participam ou já participaram da Banda:
Vocalistas:
- Kim Yu-kyong (김유경)
- Kim Sol-mi (김설미)
- Ryu Jin-a (류진 아)
- Pak Mi-kyong (박미경)
- Jong Su-hyang (정수 향)
- Pak Son-hyang (박선향)
- Ra Yu-mi (라 유미)
- Ri Su-kyong (리 수경)
- Ri Myong-hui (리 명희)

Instrumentistas:
- Hong Su-kyong (홍수경) - Segundo violino
- Cha Yong-mi (차영미) Terceiro Violino
- Yu Un-jong (유은정) - Violoncelo
- Ri Hui-kyong (리 희경) - Sintetizador
- Kim Yong-mi (김영미) - Sintetizador
- Choe Jong-im (최정임) - Saxofone
- Kim Jong-mi (김정미) - Piano
- Han Sun-jong (한순정) - Bateria
- Kang Ryong-hui (강령 희) - Guitarrista
- Jon Hye-ryon (전 혜련) - Baixo

- Son-u Hyang-hui (선우 향희) - Primeiro violino e líder de cordas (anteriormente violinista na Banda Samjiyeon, parte do Grupo de Arte Mansudae)

## Recepção
A banda é imensamente popular na Coreia do Norte, sendo objeto de conversa e admiração entre a população local, turistas relatam pessoas dançando ao som das músicas da banda nas ruas e até lojas fechando e ruas ficando desertas quando um concerto das Moranbong está sendo televisionado.

## Concertos
A banda faz concertos por toda Coreia do Norte, mas a maioria das apresentações gravadas em vídeo são as que ocorrem na capital do país, Pyongyang. Numa entrevista em 2017, a vocalista Kim Yu-Kyong afirmou que seus concertos preferidos eram longe de Pyongyang.
| Título | Local                                                                                              | Data                                     | Ocasião | Sobre o concerto |
| --- | -------------------------------------------------------------------------------------------------- | ---------------------------------------- | --- | --- |
| Primeira Apresentação - Banda Moranbong | Teatro Mansudae, Pyongyang                                                                         | 7 de Julho de 2012                       | Estreia da Banda Moranbong | Foi a apresentação inaugural da banda, na plateia estiveram presente diversos políticos, incluindo o novo Líder Supremo das Forças Armadas, Kim Jong Un, e sua esposa, Ri Sol Ju. A primeira música foi Arirang, que foi sucedida por outras músicas coreanas. Ao meio do concerto, entram ao palco Mickey Mouse, Minnie Mouse, Tigrão e o Ursinho Pooh, e músicas ocidentais são tocadas, como música "My Way", do artista estadunidense Frank Sinatra, e até músicas de filmes ocidentais, como a música tema de Rocky e músicas de filmes da Disney. O grande conjunto de músicas ocidentais fez com que a banda se tornasse, rapidamente, tema de notícias no mundo inteiro. |
| Celebrando o Dia da Vitória | Teatro do Povo, Pyongyang                                                                          | 28 de Julho de 2012                      | Aniversário da vitória na Guerra da Coreia | A Plateia recebeu veteranos da Guerra da Coreia, oficiais do Exército Popular da Coreia, diplomatas e estudantes estrangeiros. O concerto é iniciado com a Aegukka e, até metade, segue com cenas do discurso da vitória de Kim Il Sung e com músicas sérias e focadas no esforço de guerra nacional e do Exército Voluntário do Povo Chinês, exército formado por voluntários chineses que foram aliados aos coreanos na Guerra da Coreia. Ao meio da apresentação, as vestimentas militares são trocadas por roupas civis e, com tom de comemoração pela vitória da Guerra da Coreia, músicas mais alegres são executadas, incluindo um dos maiores sucessos da banda: Vamos Estudar. |
| Comemorando o 52º Aniversário do Início da Liderança Songun de Kim Jong Il | Unidade 4302 do Exército Popular da Coreia, Base Militar na Costa Leste da Coreia do Norte         | 25 de Agosto de 2012                     | Aniversário da Instauração da Política Songun | Terceira apresentação da banda e primeira fora de Pyongyang. Novamente, Kim Jong Un e sua esposa, Ri Sol Ju, estiveram presentes. O concerto, direcionado aos militares atuantes na Unidade 4302, teve forte ênfase em músicas militares, sendo muito semelhante ao segundo show da banda. |
| Em Louvor ao 67º Aniversário do Partido que nos Guia | Teatro do Povo, Pyongyang                                                                          | 11 de Outubro de 2012                    | Aniversário do Partido dos Trabalhadores da Coreia | No referido concerto, a banda fez a estreia do que viria a tornar sua marca registrada: uniformes militares brancos. |
| O 60º Aniversário da Universidade Militar Kim Il Sung | Teatro do Povo, Pyongyang                                                                          | 29 de Outubro de 2012                    | Aniversário da Universidade Militar Kim Il Sung | A apresentação contou com a presença de professores, alunos e ex-alunos da Universidade Militar Kim Il Sung. |
| Em Homenagem aos Cientistas, Técnicos, Trabalhadores e Funcionários que Trabalharam no Lançamento Bem-Sucedido do Satétite Kwangmyŏngsŏng 3-2                                                        | Palácio Mokran, Pyongyang                                                                          | 21 de Dezembro de 2012                   | Comemoração ao Lançamento do Satélite Kwangmyŏngsŏng 3-2, o primeiro satélite em que a Coreia do Norte obteve êxito no lançamento e elevou o país à posição de décima potência espacial | A apresentação contou com a presença de pessoas ligadas ao lançamento do foguete, como os cientistas, técnicos, funcionários e trabalhadores. |
| Seguindo o Partido até o Fim | Teatro do Povo, Pyongyang                                                                          | 1 de Dezembro de 2013                    | Ano-Novo | Sétima apresentação televisionada da banda, primeira apresentação de Ano-Novo da mesma. A apresentação, muito alegre e com tom de comemoração, expos no palco, duas réplicas do foguete que a Coreia do Norte havia lançado no ano de 2012 com o satélite Kwangmyŏngsŏng 3-2, a banda também apresentou uma música em referência ao lançamento do satélite, onde as pessoas levantaram e puseram-se a dançar no momento. O concerto se destaca pois, em referência internacionalismo proletário, também foram apresentadas diversas músicas mundialmente famosas, sendo elas: a brasileira Tico-tico no Fubá, a uruguaia La cumparsita, as chinesas Socialismo é Bom, Canção à Pátria e Vento Nortenho Soprando, as francesas Feuilles d'automne, Les Patineurs Valse e L'amour est bleu, a ítalo-estadunidense When a Child is Born, as austríacas Rondo Alla Turca, Radetzkymarsch e Isle of Capri, as soviéticas A Guerra Sagrada e Música de Moscou, a bielorrussa O Lenço Azul, as italianas Funiculì Funiculà e Romeo e Giulietta, a polonesa Modlitwa Dziewicy e a norte-irlandesa Londonderry Air. |
| Apresentação Conjunta - Voz Materna | Teatro do Povo, Pyongyang                                                                          | 2 de Fevereiro de 2013                   | Quarta Conferência de Secretários de Células do Partido dos Trabalhadores da Coreia | A apresentação foi para os oficiais e secretários do Partido dos Trabalhadores da Coreia que haviam participado da Quarta Conferência de Secretários de Células. A performance foi apresentada em conjunto com o Coral de Mérito do Exército Popular da Coreia, foi a primeira vez que a banda fez uma apresentação em que não estava sozinha no palco. |
| Celebração do Primeiro Aniversário da Eleição de Kim Jong Un como Primeiro-Secretário do Partido dos Trabalhadores da Coreia e Primeiro Presidente da Comissão de Defesa Nacional da Coreia do Norte | Salão de Banquetes Numa Unidade do Exército Popular da Coreia                                      | 11 de Abril de 2013                      | Primeiro Aniversário da eleição de Kim Jong Un como Líder do Partido dos Trabalhadores da Coreia e do Exército Popular da Coreia                                                        | A performance que ocorreu numa unidade desconhecida do Exército Popular da Coreia, contou com a presença, na plateia, de diversos jovens membros do referido exército. Apesar do local desconhecido, no vídeo oficial da performance, produzida pela mídia estatal do país, antes da performance, é exibida uma apresentação dos militares e as membras da banda chegando na unidade, enquanto são ovacionadas, é possível ver as mesmas sem as roupas de palco, além de ser possível ver a área externa da unidade militar. |
| O 81º Aniversário da Fundação do Exército Popular da Coreia | Palácio Mokran, Pyongyang                                                                          | 25 de Abril de 2013                      | Aniversário do Exército Popular da Coreia | A apresentação contou com uma das vestimentas de palco mais simples usada pela banda até o momento. A plateia foi formada por políticos e oficias do Exército Popular da Coreia, além do próprio Kim Jong Un. |
| Performance de Arte aos Trabalhadores da Província de Chagang | Salão de Concertos da Província de Chagang                                                         | 24 de Junho de 2013                      | Homenagem aos trabalhadores locais | Mais uma performance onde o Kim Jong Un esteve presente. Na ocasião, foi um das apresentações mais diferenciadas em comparação com as de Pyongyang, pois a população local levantou para dançar em frente ao palco e algumas membras da banda até se misturaram com o público durante a performance. |
| 60º Aniversário da Vitória na Grande Guerra de Libertação da Pátria | Palácio Mokran, Pyongyang                                                                          | 27 de Julho de 2013                      | Aniversário da vitória naGuerra da Coreia | Uma performance dada em comemoração à Vitória na Guerra da Coreia. A plateia conta com diversos membros do Exército Popular da Coreia, desde aspirantes, a oficiais e, é claro, os homenageados da noite, os veteranos da referida guerra. O show contou com músicas como "Honra aos Vitoriosos dos Grandes Anos", "Marcha de 27/07" e "Celebração Pela Grande Vitória", além de partes do discurso de Kim Il Sung informando a assinatura do Acordo de Armistício Coreano e o cessar-fogo. Também aconteceu, em um determinado momento, que as membras da banda desceram do palco para agradecer pela Vitória entregando flores a alguns dos veteranos presentes, ao final do show, os mesmos subiram ao palco para devolver as flores como forma de agradecimento ao show. |
| Agradecimento aos Participantes do Desfile Militar de 27 de Julho de 2013 | Teatro do Povo, Pyongyang                                                                          | 3 de Agosto de 2013                      | Homenagem aos participantes do desfile da vitória que havia acontecido dia 27 de Julho de 2013                                                                                          | Todos os anos, dia 27 de Julho, Dia da Vitória na Grande Guerra de Libertação da Pátria, a Coreia do Norte apresenta uma marcha militar em comemoração. A apresentação feita pela banda teve o objetivo de homenagear os que marcharam, sendo eles os presentes na plateia, além do próprio Kim Jong Un e sua esposa, Ri Sol Ju. A primeira música apresentada foi a Aegukka, numa versão vocal e com solos de guitarra, além de mostrar vídeos da Guerra da Coreia e vídeos e áudios de discursos de Kim Il Sung. |
| Vida Longa ao Partido dos Trabalhadores da Coreia - Apresentação Conjunta da Banda Moranbong com o Coral de Mérito do Exército Popular da Coreia                                                     | Teatro do Povo, Pyongyang                                                                          | 10 de Outubro de 2013                    | 68º Aniversário do Partido dos Trabalhadores da Coreia | Com a presença de membros do Partido dos Trabalhadores da Coreia, estudantes e até o líder Kim Jong Un, a apresentação acontece com músicas conjuntas e solos dos dois grupos, com músicas patriotas e até músicas dançantes "Correr para Futuro", música dançante focada no público mais jovem. |
| Louvar as Imortais Façanhas Revolucionária de Kim Jong Un | Local desconhecido                                                                                 | 17 de Março de 2014                      | Retorna da banda às atividades | Após uma pausa de 5 meses, a banda retornou para uma apresentação totalmente militar numa sala de concertos pequena e fechadas. Antes deste concerto, a banda costumava fazer apresentações durantes eventos e feriados, mas essa performance foi feita sem motivo aparente e com um público diferente. As músicas tocadas foram canções folclóricas coreanas e músicas em torno do Partido dos Trabalhadores da Coreia. |
| A Banda Moranbong é Calorosamente Amada Pelo Povo | Casa da Cultura 25 de Abril, Pyongyang                                                             | Entre 22 de Março a 01 de Abril de 2014  | Primavera de 2014 | Em razão da primavera, a Banda Moranbong fez uma série de dez shows abertos ao público. Turistas e escolas fizeram excursões para assistir a performance. |
| Cantando Grandes Louvores às Façanhas do Secretário-Geral Kim Jong Il e à Liderança de Kim Jong Un                                                                                                   | Performance de abertura da turnê, Pyongyang. Todas as outras apresentações, Província de Ryanggang | Entre 2 a 11 de Abril de 2014            | Turnê pela Província de Ryanggang | Após um show de abertura de turnê em Pyongyang em 2 de Abril de 2011, a banda fez uma série de shows pela Província de Ryanggang. A Província de Ryanggang é onde fica localizada a Montanha Baekdu, montanha sagrada onde lendas contam que foi de onde surgiu o povo coreano, além de ter sido palco de diversas batalhas durante as guerras contra os japoneses e os estadunidenses, dessa forma, as integrantes da banda utilizaram roupas de guerrilha durante as performances. |
| Congratulações aos Participantes da Primeira Reunião de Presidentes do Exército Popular da Coreia - Imensamente Rosado é o Futuro da Coreia Songun, Pois Há a Liderança de Kim Jong Un               | Casa da Cultura 25 de Abril, Pyongyang                                                             | 20 de Abril de 2014                      | Homenagem aos Aviadores da Força Aérea e Antiaérea do Exército Popular da Coreia | Com a presença de Kim Jong Un, sua esposa, Ri Sol Ju, e uma plateia formada por aviadores, a banda vestiu uniformes da classe e dispôs de um jato militar no palco. A maior parte das músicas faziam referência aos aviadores, como "Esperando Pelo Comando", e houve até um momento em que foi exibido no telão uma série de imagens da história da aviação nacional. |
| Conclusão da Reforma do Acampamento Internacional das Crianças de Songdowon - Não Temos Nada a Invejar Deste Mundo                                                                                   | Acampamento Internacional das Crianças de Songdowon, Wonsan                                        | 2 de Maio de 2014                        | Reinauguração pós-reforma do Acampamento Internacional das Crianças de Songdowon | O vídeo do concerto nunca chegou a ser lançado, a plateia foi formada pelos trabalhadores envolvidos na reforma e pelas crianças presentes na reinauguração. As músicas apresentadas foram voltadas à juventude coreana. |
| Parabéns aos Participantes do 9º Encontro Nacional de Artistas | Casa da Cultura 25 de Abril, Pyongyang                                                             | 19 de Maio de 2014                       | Homenagem aos Participantes do 9º Encontro Nacional de Artistas | A plateia contou com a presença do líder Kim Jong Un e dos professores de artes, artistas e escritores que participaram do 9º Encontro Nacional de Artistas. |
| Novo Concerto da Banda Moranbong - Pinturas Verdes Vivas | Teatro Mansudae, Pyongyang                                                                         | 4 de Setembro de 2014                    | Apresentação com enfoque nas artistas de mérito estatal, Ri Ok-Hua e Ra Yu-Mi | A apresentação da música "Voz do Meu Coração (내 심장 의 목소리)", de Ra Yu-Mi, foi tão aclamada que tornou-se a versão oficinal da Televisão Central da Coreia. A plateia foi formada, novamente, por artistas. |
| Concerto Para Participantes da Quinta Conferência de Oficiais de Treinamento do Exército Popular da Coreia                                                                                           | Palácio da Cultura Popular, Pyongyang                                                              | 27 de Abril de 2015                      | Retorno da banda às atividades | Após uma pausa de 7 meses, a banda fez uma apresentação para um público quase que exclusivo de militares. A famosa música "Iremos à Montanha Baekdu", composta naquele ano, foi apresentada e conta com um solo de Ryu Jina. |
| Recepção da Delegação Estatal da República de Cuba em visita à RPDC por Ocasião do 55º Aniversário do Estabelecimento das Relações Diplomáticas entre a RPDC e Cuba                                  | Palácio da Cultura Popular, Pyongyang                                                              | 9 de Setembro de 2015                    | Recepção da Delegação Cubana | Como recepção oficial ao presidente cubano em sua primeira viagem à Coreia do Norte, Miguel Díaz-Canel, e da delegação cubana, Kim Jong Un os recebeu com uma apresentação do Coral de Mérito do Exército Popular da Coreia. Ao meio da apresentação, a Banda Moranbong fez uma participação. |
| Celebração do 70º Aniversário do Partido dos Trabalhadores da Coreia | Arena Pyongyang, Pyongyang                                                                         | Entre 10 e 19 de Setembro de 2015        | 70º Aniversário do Partido dos Trabalhadores da Coreia | Uma série de concertos em conjunto com o Coral de Mérito do Exército Popular da Coreia foram realizados em comemoração ao aniversário do Partido dos Trabalhadores da Coreia, algumas das apresentações foram abertas a turistas estrangeiros e, no último concerto, Kim Jong Un se fez presente. O concerto se destaca por, durante a música "Aniversário de Nossa Mãe (어머니 생일)", ser lançado fogo de artifício no salão fechado. |
| Concertos da Amizade Sino-Coreana | Grande Teatro Nacional, Pequim, China                                                              | 12 a 15 de Dezembro de 2015              | Comemoração da amizade sino-coreana | Uma série de apresentações em Pequim para comemorar as relações diplomáticas entre a China e a Coreia Popular haviam sido marcadas e até ensaiadas, seria a primeira apresentação da banda fora da Coreia. Entretanto, três horas antes do início do primeiro concerto, o mesmo foi cancelado informando motivos de "problema de comunicação". Pessoas especularam que o motivo do cancelamento seria que a China não aprovava as músicas ofensivas aos Estados Unidos. |
| Celebração Pelo Lançamento Bem-Sucedido do Satélite Kwangmyŏngsŏng-4 | Palácio Mokran, Pyongyang                                                                          | 13 de Fevereiro de 2016                  | Comemoração Pelo Lançamento do Satélite Kwangmyŏngsŏng-4 | O primeiro concerto apresentado pela Banda Moranbong em comemoração ao lançamento do Kwangmyŏngsŏng-4. Neste, Kim Jong Un se fez presente. |
| Celebração Pelo Lançamento Bem-Sucedido do Satélite Kwangmyŏngsŏng-4 | Arena Pyongyang, Pyongyang                                                                         | 18 de Fevereiro de 2016                  | Comemoração Pelo Lançamento do Satélite Kwangmyŏngsŏng-4 | Segundo concerto apresentado pela Banda Moranbong em comemoração ao lançamento do Kwangmyŏngsŏng-4. Neste, o palco foi dividido com o Coral de Mérito do Exército Popular da Coreia. |
| Performance Conjunta: Banda Moranbong, Banda Chongbong e Coral de Mérito do Exército Popular da Coreia: Seguindo Nosso Partido Para Sempre                                                           | Arena Pyongyang, Pyongyang                                                                         | 11 de Maio de 2016                       | Comemoração pelo 7º Congresso do Partido dos Trabalhadores da Coreia | Uma apresentação focada em canções sobre o Partido dos Trabalhadores da Coreia, contou com a presença de membros do Partido dos Trabalhadores da Coreia, diplomatas estrangeiros, membros da Chongryon, além de diversos cidadãos. |
| Homenagem aos Participantes da Primeira Conferência de Presidentes dos Comitês Primários do Partido dos Trabalhadores da Coreia                                                                      | Arena Pyongyang, Pyongyang                                                                         | 28 de Dezembro de 2016                   | Agradecimento aos participantes da Primeira Conferência de Presidentes dos Comitês Primários do Partido dos Trabalhadores da Coreia                                                     | O concerto, apresentado pela Banda Moranbong e pelo Coral de Mérito do Exército Popular da Coreia, foi dedicado aos participantes da Primeira Conferência de Presidentes dos Comitês Primários do Partido dos Trabalhadores da Coreia, que estavam presentes, bem como militares e o próprio Kim Jong Un. |
| Celebração Ardente pelo Teste do Míssil Hwasong-12 | Palácio Mokran, Pyongyang                                                                          | 20 de Maio de 2017                       | Celebração pelo teste bem-sucedido do Hwasong-12 | Em 14 de Maio de 2017, a Coreia do Norte fez um teste bem-sucedido do míssil Hwasong-12, míssil balístico de combustível sólido com alcance intermediário. A plateia era composta por cientistas e técnicos que trabalharam para que o teste balístico fosse um sucesso. |
| Comemoração pelo Primeiro Lançamento Bem-Sucedido do Míssel Balístico Internacional Hwasong-14 | Arena Pyongyang, Pyongyang                                                                         | 9 a 12 de Julho de 2017                  | Comemoração pelo primeiro lançamento bem-sucedido do Hwasong-14 | Uma série de apresentações conjuntas entre a Banda Moranbong, o Coral de Mérito do Exército Popular da Coreia, cantores da Banda Chongbong e dançarinos do Grupo de Arte Wangjaesan foram feitas em comemoração ao primeiro lançamento do Hwasong-14, um míssil balístico intercontinental. Na plateia estiveram presentes militares e pessoas que trabalharam no foguete, como cientistas e técnicos. |
| Comemoração pelo Segundo Lançamento Bem-Sucedido do Foguete Balístico Internacional Hwasong-14 | Teatro do Povo, Pyongyang                                                                          | 30 de Julho de de 2017                   | Comemoração pelo segundo lançamento bem-sucedido do Hwasong-14 | Este concerto solo, que visava comemorar o segundo lançamento do Hwasong-14, míssil balístico intercontinental, ocorreu em meio a tensões com os Estados Unidos. Durante o concerto, o telão exibiu imagens do míssil atingindo o território estadunidense. |
| Grande Turnê Doméstica da Banda Moranbong 2017 - Grande Viagem Para Fortificar a Fé e a Vontade dos Trabalhadores                                                                                    | Turnê nacional                                                                                     | 13 de Setembro a 29 de Dezembro de 2017  | Inspirar os trabalhadores de todo o país | A turnê, que durou 68 dias, contou com concertos nas cidades de Wonsan, Hamhung, Sinŭiju, Kanggye, Anju, Nampo, Sariwon e, após as apresentações, a banda retornou para Pyongyang, onde aconteceu o concerto de finalização da turnê, no dia 29 de Dezembro de 2017. A turnê também resultou em duas entrevistas pela mídia estatal coreana às integrantes da banda, onde, numa delas, Kim Yu-Kyong afirmou que suas apresentações preferidas eram nas áreas distantes da capital do país. |
| Performance do Dia de Ano-Novo - Aparência da Coreia | Arena Pyongyang, Pyongyang                                                                         | 1º de Janeiro de 2018                    | Ano-Novo | Em conjunto com o Coral de Mérito do Exército Popular da Coreia, a Banda Moranbong iniciou, em 2018, sua tradição anual de apresentar concertos de Ano-Novo. Essa foi a única apresentação feita pela banda em 2018, ao menos a única que temos conhecimento. |
| Apresentação de Ano-Novo 2018-2019 | Praça Kim Il Sung, Pyongyang                                                                       | 31 de Dezembro 2018 a 1º de Janeiro 2019 | Ano-Novo | Como show da virada, diversos grupos artísticos se apresentam anualmente na Praça Kim Il Sung, na virada do ano entre 2018 a 2019, a Banda Moranbong apresentou-se, também houve apresentação de outros grupos artísticos: Grupo de Ópera Phibada, o Grupo Nacional de Arte Popular e membros da Universidade de Música Kim Won Gyun. |
| Apresentação de Ano-Novo 2019-2020 | Praça Kim Il Sung, Pyongyang                                                                       | 31 de Dezembro 2019 a 1º de Janeiro 2020 | Ano-Novo | Pelo segundo ano consecutivo, a Banda Moranbong, fez uma apresentação de véspera de ano-novo na Praça Kim Il Sung. A apresentação, de cerca de 25 minutos, contou com clássicos como "Vamos Estudar" e "Iremos à Montanha Baekdu". |